# Vũ Hữu
Vũ Hữu (chữ Hán: 武有, 1437–1530) là một nhà toán học người Việt, và cũng là một danh thần dưới triều đại Lê Thánh Tông, Lê Hiến Tông. Ông còn được coi là nhà toán học đầu tiên của Việt Nam.

## Tiểu sử, sự nghiệp
Ông người làng Mộ Trạch, tổng Thì Cử, huyện Đường An, phủ Thượng Hồng, trấn Hải Dương, nay là làng Mộ Trạch, xã Tân Hồng, huyện Bình Giang, tỉnh Hải Dương. Năm Quang Thuận thứ 4 đời vua Lê Thánh Tông (Quý Mùi 1463), ông đỗ Hoàng giáp.
Vũ Hữu đã kinh qua các chức vụ như Khâm hình viện lang trung, Thượng thư bộ Hộ, Thượng thư bộ Lễ trong triều đình nhà Hậu Lê, sau được tặng phong Thái bảo. Mặc dù về hưu năm 70 tuổi, đển năm 90 tuổi (1527), ông vẫn được vua tin dùng, sai mang cờ tiết đi phong vương cho Mạc Đăng Dung. Khi đó ông có tước là Tùng Dương hầu.

## Công trình toán học
Công trình toán học ông để lại cho hậu thế nổi bật là Lập Thành Toán Pháp (立成算法). Sách này gồm cách đo ruộng, tính diện tích ruộng; hình vẽ các thửa ruộng có hình phức tạp và cách tính diện tích loại ruộng này; cách tính bằng bàn tính, bằng phép cửu chương, cửu quy; một số bài tính đố, có cho biết đáp số. Các phép đo ruộng đất được tính theo đơn vị mẫu, sào, thước (24 mét vuông) và tấc (1/10 thước).
Sách Công dư tiệp ký ghi lại câu chuyện sau: Vua Lê Thánh Tông muốn thử tài của Vũ Hữu, nên đã giao cho ông sửa chữa ba cửa Đoan Môn, Đại Hưng và Đông Hoa của thành Thăng Long. Tuân lệnh, Vũ Hữu dùng thước đo chiều cao, chiều dài, chiều rộng của các cửa thành và tính ra số gạch đá, vật liệu phải dùng. Kết quả là khi xây xong, đá không thừa một tấc, gạch không thiếu một viên, quy mô các cửa thành được sửa chữa không sai một ly, một tấc. Vua Lê Thánh Tông rất hài lòng đã ban chiếu khen thưởng Vũ Hữu.

## Gia đình
Em ruột ông là Vũ Phong, Vô địch đô vật làm Cẩm y vệ Chỉ huy sứ.

## Trở ngại
Sách Đại Việt sử ký toàn thư có chép:
Năm Quang Thuận thứ 8 (năm 1467), thi khoa Hoành từ. Điểm gọi các quan vào thi, tất cả là 30 người. Bấy giờ, Khâm hình viện lang trung Vũ Hữu, Viên ngoại lang Nguyễn Đình Khoa 5 người đều cáo ốm không vào thi. Vua lấy làm lạ, hỏi ra mới biết họ chỉ thích hối lộ. Nhân thế, vua dụ các quan trong triều rằng:
"Việc hình án phức tạp khó khăn, có ba điều vất vả: Một là suốt ngày cặm cụi vất vả, khổ sở. Hai là xử án không đúng, chịu tội làm sai. Ba là án tụng chất đống, khó lòng xét xử tường tận. Có ba điều vất vả ấy dẫu người không bệnh cũng đến phát ốm, huống chi là có bệnh".
Đó là nói giễu Vũ Hữu.